# Daniel Jaramillo
Daniel Alexander Jaramillo Diez (Jardín, 15 januari 1991) is een Colombiaans wielrenner die anno 2018 rijdt voor UnitedHealthcare Pro Cycling Team.
Jamarmillo komt uit een wielergeslacht, ook zijn vader Carlos Jaramillo was in de jaren 1980 en 1990 ook actief als wielrenner.
Als belofte werd Jaramillo in 2010 derde in het eindklassement van de Ronde van Colombia U23, hij moest er enkel Edward Beltrán en Javier Gomez laten voorgaan. Het daaropvolgende seizoen wist Jaramillo wel de eindzege te bemachtigen. Twee jaar later eindigde hij in diezelfde wedstrijd nog eens als tweede. Op het WK voor beloften van datzelfde jaar eindigde hij als 35ste, op bijna twee en een halve minuut van winnaar Matej Mohoric.
In 2014 kwam Jaramillo uit voor het Amerikaanse Jamis-Hagens Berman, waar hij zijn eerst UCI-zege boekte door zowel de eerste als de vijfde etappe van de Ronde van de Gila te winnen. In 2016 behaalde Jaramillo in de Ronde van Japan zijn eerste profoverwinning door de vijfde etappe op zijn naam te schrijven. Eerder dat jaar werd hij al tweede in de Ronde van Langkawi, op achttien seconden van Reinardt Janse van Rensburg.

## Palmares

### Overwinningen
2011
3e etappe Ronde van Colombia, Beloften
Eindklassement Ronde van Colombia, Beloften
2012
Jongerenklassement Ronde van Mexico
2013
2e etappe Ronde van Colombia, Beloften
2014
1e en 5e etappe Ronde van de Gila
Berg- en jongerenklassement Ronde van de Gila
2015
Jongerenklassement Ronde van de Gila
2016
5e etappe Ronde van de Gila
Bergklassement Ronde van de Gila
5e etappe Ronde van Japan
2017
Bergklassement Ronde van Californië
4e etappe Ronde van Hongarije
Eindklassement Ronde van Hongarije

### Resultaten in voornaamste wedstrijden
| Jaar |  | WK op de weg |
| ---- |  | ------------ |
| 2015 |  | opgave       |

## Ploegen
- 2011 –  Gobernación de Antioquia-Indeportes Antioquia
- 2012 –  Gobernación de Antioquia-Indeportes Antioquia
- 2013 –  Colombia Coldeportes
- 2014 –  Jamis-Hagens Berman
- 2015 –  Jamis-Hagens Berman
- 2016 –  UnitedHealthcare Professional Cycling Team
- 2017 –  UnitedHealthcare Professional Cycling Team
- 2018 –  UnitedHealthcare Professional Cycling Team

Acevedo · Alzate · Cataford · Clarke · Eaton · Haedo · Hegyvary · Henderson · Jaramillo · Jones · Keough · Mannion · McCabe · Norris · Putt · Summerhill
Acevedo · Alzate · Cataford · Clarke · Eaton · Haedo · Hegyvary · Jaramillo · Keough · Mannion · Marcotte · McCabe · Norris · Putt · Țvetcov · Velázquez